# Kareby församling
Kareby församling är en församling i Göta Älvdalens kontrakt i Göteborgs stift. Församlingen ligger i Kungälvs kommun i Västra Götalands län och ingår i Romelanda pastorat.

## Administrativ historik
Församlingen har medeltida ursprung. 
Församlingen var till 1942 moderförsamling i pastoratet Kareby och Romelanda, för att därefter vara annexförsamling i pastoratet Romelanda och Kareby.
Den 1 januari 1992 överfördes ett område med 751 personer från Kareby församling till Kungälvs församling.
Vid en brand i Romelanda prästgård 1815 förstördes pastoratets arkiv och därmed kyrkböcker för släktforskning.

## Kyrkobyggnader
- Kareby kyrka

### Fotnoter
1. ↑  Stift, kontrakt och pastorat i nummerordning med ingående församlingar 2020-01-01, SCB, läs online.[källa från Wikidata]
2. 1 2  Medlemmar i Svenska kyrkan i förhållande till folkmängd den 31.12.2019 per församling, kommun och län samt riket, Svenska kyrkan, läs online.[källa från Wikidata]
3. ↑  ”Förteckning (Sveriges församlingar genom tiderna)”. Skatteverket. 1989. http://www.skatteverket.se/privat/folkbokforing/omfolkbokforing/folkbokforingigaridag/sverigesforsamlingargenomtiderna/forteckning.4.18e1b10334ebe8bc80003999.html. Läst 17 december 2013.
4. ↑  Statistiska centralbyrån: Befolkningsstatistik 1991 Del 1 Folkmängden och dess förändringar i kommuner och församlingar m m Arkiverad 2 april 2015 hämtat från the Wayback Machine. Bilaga 2, avdelning c, sida 186 (Läst 25 mars 2015)